# Bolivias nationalparker
Bolivias nationalparker består af en række naturområder, der af Bolivia er undergivet en række restriktioner med hensyn til udnyttelse af områdernes naturressourcer. Bolivia har pr. 2010 udlagt 22 nationalparker og 60 naturbeskyttelsesområder i landet.
Bolivia har udlagt ca.15% af landets areal til nationalparker og naturbeskyttelsesområder. Områderne fordeler sig på nationalparker (parques nacionales), nationale reservater (reservas nacionales) og naturområder (areas naturales de manejo integrado) og omfatter en lang række forskellige terræner og økosystemer i Bolivia, fra de tropiske regnskove i Amazonas' lavland til iskolde bjergtoppe, vulkaner og ørkener i Andesbjergenes højland.
Nationalparkerne administreres af den centrale myndighed Servicio Nacional de Áreas Protegidas (SERNAP) i samarbejde med lokale myndigheder.

## Liste over nationalparker i Bolivia
| Navn                     | Billede | Beliggenhed | Areal        | Etableret          | IUCN kategori |
| ------------------------ | ------- | ----------- | ------------ | ------------------ | ------------- |
| Aguaragüe                |         | Tarija      | 458,22 km²   | 2000               | II            |
| Amboró                   |         | Santa Cruz  | 4.425 km2    | 1973               | II            |
| Apolobamba               |         | La Paz      | 4.837 km²    | 1972, udvidet 2000 | VI            |
| Beni Estación Biológica  |         | Beni        | 1.350 km²    | 1982               | IV            |
| Carrasco                 |         | Cochabamba  | 6.226 km²    | 1991               | II            |
| Cordillera de Samarbejde |         | Tarija      | 1.085 km²    | 1991               | I             |
| Cotapata                 |         | La Paz      | 600 km²      | 1993               | II            |
| Eduardo Avaroa           |         | Potosí      | 7.147,5 km²  | 1973               | IV            |
| El Palmar                |         | Chuquisaca  | 5.948 km²    | 1997               | VI            |
| Iñao                     |         | Chuquisaca  | 2.630,9 km²  | 2004               |               |
| Isiboro Sécure           |         | Beni        | 13.721,8km²  | 1965               | II            |
| Kaa-Iya nationalpark     |         | Santa Cruz  | 34.411 km²   | 1995               | VI            |
| Madidi                   |         | La Paz      | 18.957,5 km² | 1995               | Ia            |
| Manuripi                 |         | Pando       | 7.470 km²    | 1973               | IV            |
| Noel Kempff Mercado      |         | Santa Cruz  | 15.234 km²   | 1979               | II            |
| Otuquis                  |         | Santa Cruz  | 10.059 km²   | 1997               | II            |
| Pilón Lajas              |         | La Paz/Beni | 4.000 km²    | 1992               | VI            |
| Sajama                   |         | Oruro       | 1.002 km²    | 1939               | II            |
| San Matías               |         | Santa Cruz  | 29.185 km²   | 1997               | VI            |
| Tariquía                 |         | Tarija      | 2.468,7 km²  | 1989               | IV            |
| Torotoro                 |         | Potosí      | 165,7 km²    |                    | II            |
| Tunari                   |         | Cochabamba  | 3.090,9km²   | 1978               | II            |

## Eksterne links
- Wikimedia Commons har flere filer relateret til Bolivias nationalparker
- National Parks of Bolivia Arkiveret 11. februar 2015 hos  Wayback Machine